# Naama Goren-Inbar
Naama Goren-Inbar, née le 20 juillet 1948 à Jérusalem, est une préhistorienne israélienne. Elle a été professeur à l'Institut d'archéologie de l'université hébraïque de Jérusalem. Elle a fouillé de nombreux sites préhistoriques majeurs en Israël, notamment le site acheuléen du Pont des Filles de Jacob, en Galilée.

## Jeunesse et formation

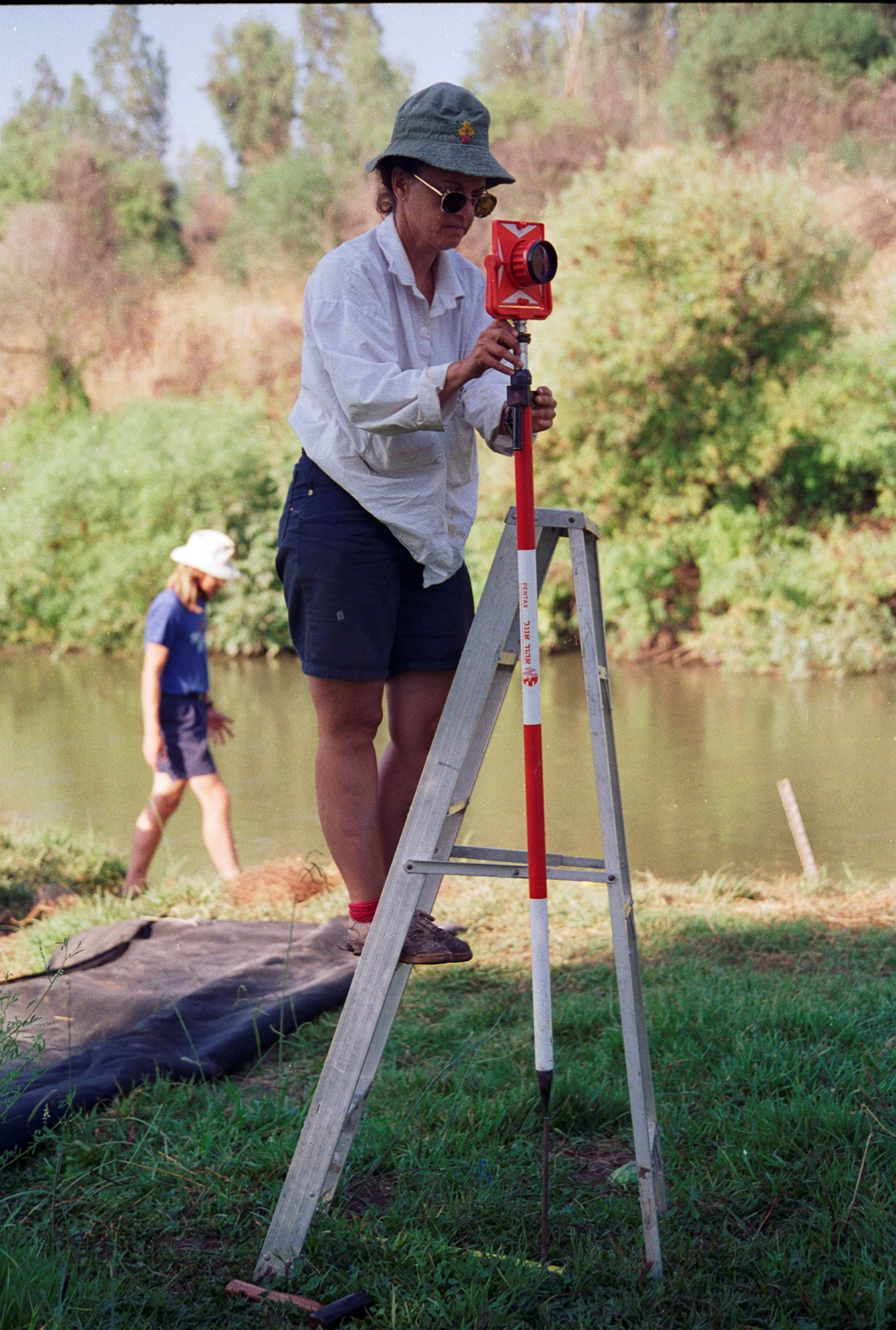
Naama Goren-Inbar fouillant le site paléolithique du Pont des Filles de Jacob

Naama Goren-Inbar est née à Jérusalem en 1948. Elle est la fille de Rachel et de Yaakov Goren. Après avoir terminé son service militaire, elle a commencé ses études à l'Institut d'archéologie de l'Université hébraïque de Jérusalem, où elle a obtenu sa maitrise et son doctorat. Sa thèse de doctorat (1981), sous la direction d'Ofer Bar-Yosef, était consacrée à l'étude de l'assemblage lithique du site acheuléen d'Ubeidiya.

## Carrière
Naama Goren-Inbar a obtenu une bourse postdoctorale à l'université de Californie à Berkeley, sous la direction de Glynn Isaac. En 1984, elle a commencé à enseigner à l’Université hébraïque de Jérusalem. Elle a été nommée professeure associée en 1992 et professeure ordinaire en 1997. De 2002 à 2005, elle a dirigé l'Institut d'archéologie de l'université.

## Travaux

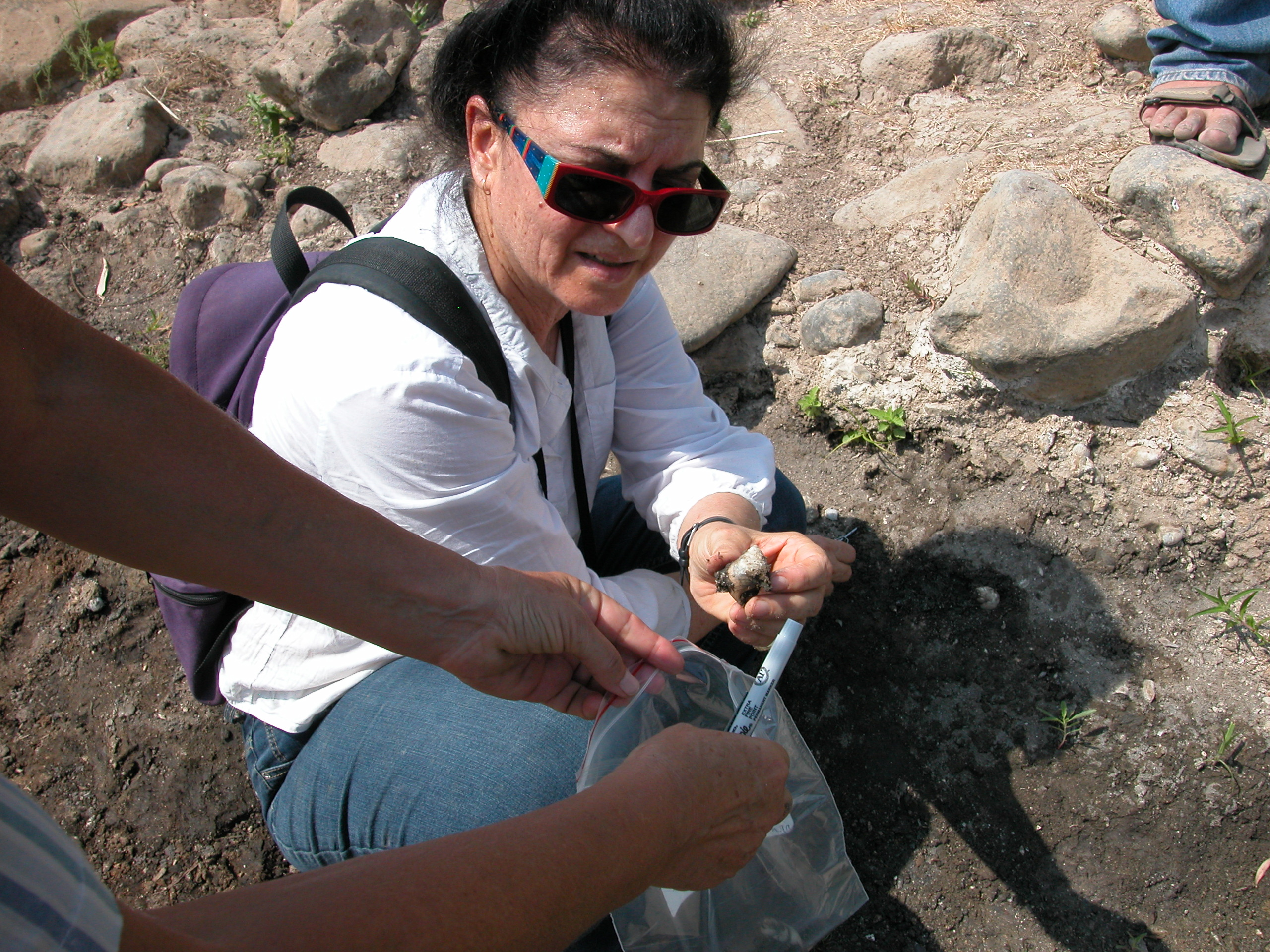
Naama Goren-Inbar prélevant des échantillons sur le site du Pont des Filles de Jacob

Au début de sa carrière, Naama Goren-Inbar a participé aux fouilles du site acheuléen d'Ubeidiya, dans la vallée du Jourdain, le site acheuléen le plus ancien du Moyen-Orient, à celles de sites préhistoriques du nord du désert du Sinaï, et aux fouilles de la grotte de Hayonim en Galilée. Elle a également participé à des enquêtes ethnographiques dans le sud de la péninsule du Sinaï.
À la fin des années 1970, Naama Goren-Inbar a fouillé le site acheuléen de HaLashon, près de Kfar-Ménahem. En 1981-1982, elle a fouillé le site acheuléen de Berekhat Ram, dans le nord du plateau du Golan. La couche archéologique du site, découverte par D. Ben Ami, est intercalée entre deux coulées basaltiques. Le niveau inférieur est daté par la méthode argon-argon de 800 000 ans avant le présent (AP). Le niveau supérieur, scellant la couche archéologique, est daté de 233 000 ans AP. Lors des fouilles, Naama Goren-Inbar a mis au jour la Vénus de Berekhat Ram, une figurine supposée de femme, façonnée dans un galet de tuf légèrement modifié, présumée être l'une des toutes premières représentations symboliques connues.
De 1982 à 1985, Goren-Inbar a dirigé les fouilles du site du Paléolithique moyen de Quneitra, dans le nord du plateau du Golan, près de la ligne de cessez-le-feu israélo-syrienne. Les fouilles sur ce site, portant sur des niveaux de la fin du Paléolithique moyen (environ 55 000 ans AP), ont livré un riche assemblage lithique accompagné de nombreux ossements d'animaux, dont de grands bovidés. Parmi les découvertes, il convient de signaler un galet de silex sur lequel un motif en cercles concentriques a été gravé. Il s'agit de l'un des exemples les plus anciens et les plus rares de l'art du Paléolithique moyen au Levant.

### Pont des Filles de Jacob (Israël)
En 1989, Naama Goren-Inbar a lancé son projet de fouilles sur le site acheuléen de Gesher Benot Ya'aqov, sur les rives du Jourdain, au sud de la vallée de Hula et au nord du lac de Tibériade. Le site, fouillé pendant sept saisons, de 1989 à 1997, est daté de 790 000 ans AP, grâce à la présence de l'inversion paléomagnétique Brunhes-Matuyamaa dans la séquence. Les principales découvertes sur le site incluent un Palaeoloxodon dépecé, indiquant la capacité des humains de l'époque à traiter le gros gibier. De plus, au moins sept carcasses de daims mises au jour dans une seule couche de la zone C du site témoignent de la pratique de la chasse au moyen gibier. Les traces de découpe laissées sur les os par les outils en silex illustrent les méthodes de boucherie de cette époque. L'assemblage lithique, incluant notamment des hachereaux et des bifaces, suggère que les occupants du site étaient d'origine africaine. Les outils lithiques étaient façonnés à partir de basalte, de silex et de calcaire. Les découvertes du site comprennent également la première preuve consensuelle d'une utilisation systématique et contrôlée du feu dans le monde (domestication du feu).
Les sédiments du site sont gorgés d'eau depuis leur accumulation, créant des conditions anaérobies ayant permis la préservation exceptionnelle des restes végétaux, notamment le pollen, les graines, les fruits et le bois. L'analyse de ces vestiges a conduit à une reconstitution de l'environnement vieux de 790 000 ans sur les rives du paléolac Hula. Parmi les vestiges botaniques figurent sept espèces de noix comestibles. Les fouilles ont aussi livré des pierres à cupules identifiées comme des enclumes pour casser les noix. Il s’agit de la première preuve d’une composante végétale dans l’alimentation humaine.
Naama Goren-Inbar a établi l'importance de ce site dans la connaissance de l'Acheuléen mondial, en repoussant l'ancienneté de certains savoir-faire préhistoriques de plusieurs centaines de milliers d'années.

## Organismes et associations
En 2016, Naama Goren-Inbar a été élue à l'Académie israélienne des sciences et lettres.

## Prix
En 2014, elle a reçu le prix EMET pour l'art, la science et la culture.

## Publications
Naama Goren-Inbar a copublié des dizaines d'articles scientifiques et plusieurs ouvrages.

### Série duPont des filles de Jacob
- Naama Goren-Inbar, E. Werker & C.S. Feibel, The Acheulian Site of Gesher Benot Ya'aqov, Israel, volume I : The Wood Assemblage, Oxford, Oxbow Books, 2002.
- N. Alperson-Afil & Naama Goren-Inbar, The Acheulian Site of Gesher Benot Ya'aqov, Volume II: Ancient Flames and Controlled Use of Fire, Vertebrate Paleobiology and Paleoanthropology, Dordrecht, Springer, 2010
- R. Rabinovich, S. Gaudzinski-Windheuser, L. Kindler & Naama Goren-Inbar, The Acheulian Site of Gesher Benot Ya'aqov, Volume III : Mammalian Taphonomy. The Assemblages of Layers V-5 and V-6, Vertebrate Paleobiology and Paleoanthropology, Dordrecht, Springer, 2012
- Naama Goren-Inbar, N. Alperson-Afil, G. Sharon & G. Herzlinger, The Acheulian site of Gesher Benot Ya'aqov, Volume IV: The Lithic Assemblage, Vertebrate Paleobiology and Paleoanthropology Series, Cham, Suisse, Springer, 2018

### Rapports de fouilles
- Ofer Bar-Yosef & Naama Goren-Inbar, The lithic assemblages of 'Ubeidiya: A lower Paleolithic site in the Jordan Valley, Qedem - Monographs of the Institute of Archaeology no 34, Jérusalem, Institute of Archaeology, Hebrew University of Jerusalem, 1993.
- Naama Goren-Inbar, Quneitra: A Mousterian Site on the Golan Heights, Qedem - Monographs of the Institute of Archaeology no 31, Jérusalem, Hebrew University of Jerusalem, 1990.

### Direction éditoriale
(août 2024).
- Naama Goren-Inbar & Speth J.D. (dir.), 2004, Human Paleoecology in the Levantine Corridor, Oxford, Oxbow Books
- Naama Goren-Inbar & Sharon G. (dir.), 2006, Axe Age: Acheulian Tool-making from Quarry to Discard, Londres, Equinox

### Articles (sélection)
- Alperson-Afil, N., Sharon, G., Kislev, M., Melamed, Y., Zohar, I., Ashkenazi, S., Rabinovich, R., Biton, R., Werker, E., Hartman, G., Feibel, C. & Goren-Inbar, N. 2009. Spatial organization of hominin activities at Gesher Benot Ya'aqov, Israel. Science 326: 1677–1680.
- Belitzky, S., Goren-Inbar, N. & Werkerz, E. 1991. Wooden plank with a Middle Pleistocene man-made polish. Journal of Human Evolution.
- Naama Goren-Inbar & Spiro B., 2011, Special Issue: Early-Middle Pleistocene palaeoenvironments in the Levant, Journal of Human Evolution, 60
- Goren-Inbar, N. 2011. Culture and cognition in the Acheulian industry: A case study from Gesher Benot Yaʿaqov. Philosophical Transactions of the Royal Society B: Biological Sciences 366: 1038–1049.
- Goren-Inbar, N., Alperson, N., Kislev, M.E., Simchoni, O., Melamed, Y., Ben-Nun, A. & Werker, E. 2004. Evidence of Hominin Control of Fire at Gesher Benot Ya`aqov, Israel. Science 304: 725–727.
- Goren-Inbar, N., Feibel, C.S., Verosub, K.L., Melamed, Y., Kislev, M.E., Tchernov, E. & SaragustI, I. 2000. Pleistocene milestones on the Out-of-Africa corridor at Gesher Benot Ya'aqov, Israel. Science 289: 944–947.
- Goren-Inbar, N., Lister, A., Werker, E. & Chech, M. 1994. A butchered elephant skull and associated artifacts from the Acheulian site of Gesher Benot Ya'aqov, Israel. Paléorient 20: 99–112.
- Goren-Inbar, N. & Saragusti, I. 1996. An Acheulian biface assemblage from the site of Gesher Benot Ya'aqov, Israel: Indications of African Affinities. Journal of Field Archaeology 23: 15–30.
- Goren-Inbar, N., Sharon, G., Melamed, Y. & Kislev, M. 2002. Nuts, nut cracking, and pitted stones at Gesher Benot Ya'aqov, Israel. Proceedings of the National Academy of Sciences of the United States of America 99: 2455–60.